# Hugo (cocktail)
Hugo este un aperitiv alcoolic, originar din Tirolul de Sud, dar răspândit în Triveneto, Austria, Elveția și Germania, pe bază de prosecco, sirop de flori de soc (sau sirop de roiniță), sifon (sau apă minerală) și frunze de mentă.

## Origini
După cum au raportat revistele Mixology  și Der Spiegel , Hugo a fost conceput în 2005 de barmanul Roland Gruber (aka A.K.) la San Zeno Bar, din Naturno ca o alternativă la Spritz Veneziano și s-a răspândit rapid dincolo de hotarele Tirolului de Sud. Inițial, rețeta prevedea folosirea siropului de roiniță, dar a fost inlocuit cu siropul de flori de soc, mai usor accesibil.
Numele a fost ales la întâmplare de către creatorul său: inițial a ales numele Otto, dar s-a răzgândit pentru că nu i s-a părut potrivit.